# Svarttjärnen (Haverö socken, Medelpad, 691393-147953)
Svarttjärnen är en sjö i Ånge kommun i Medelpad och ingår i Ljungans huvudavrinningsområde. Sjön har en area på 0,0655 kvadratkilometer och ligger 406,3 meter över havet. Sjön avvattnas av vattendraget Maljan.

## Delavrinningsområde
Svarttjärnen ingår i det delavrinningsområde (691467-147860) som SMHI kallar för Utloppet av Malsjön. Medelhöjden är 417 meter över havet och ytan är 12,69 kvadratkilometer. Det finns inga avrinningsområden uppströms utan avrinningsområdet är högsta punkten. Maljan som avvattnar avrinningsområdet har biflödesordning 2, vilket innebär att vattnet flödar genom totalt 2 vattendrag innan det når havet efter 147 kilometer. Avrinningsområdet består mestadels av skog (81 procent). Avrinningsområdet har 0,63 kvadratkilometer vattenytor vilket ger det en sjöprocent på 5 procent.